# Pierre Meunier
Pour les articles homonymes, voir Pierre Meunier (homonymie) et Meunier.
Pierre Meunier, né le 15 août 1908 à Dijon et mort le 16 avril 1996 à Arnay-le-Duc (Côte-d'Or), est un homme politique français, membre de la Résistance intérieure française et compagnon de Jean Moulin. Il fut député de gauche de la Côte-d'Or de 1946 à 1958, conseiller général du canton d'Arnay-le-Duc entre 1945 et 1985 et maire d'Arnay-le-Duc de 1971 à 1983.

## Biographie
Fils de Claude Meunier et de Jeanne Avril, il passe son enfance à Lons-le-Saunier.
Après avoir obtenu son baccalauréat à Besançon, il part faire des études de droit à Paris. Il entre ensuite comme rédacteur au ministère des Affaires étrangères. Il est pendant son service militaire en 1934 très brièvement détaché au cabinet de Pierre Cot, ministre de l'Air. C'est là qu'il rencontre Jean Moulin, Louis Joxe, Henri Puget ou René Corbin, alors chef de service au ministère de l'Air, qui le recrute comme collaborateur.
Dans le même temps, Meunier devient collaborateur parlementaire de Pierre Cot.
Lors du gouvernement du Front populaire, il suit Pierre Cot, redevenu ministre de l'Air, dont il est le secrétaire particulier. Sa collaboration avec Jean Moulin, directeur du cabinet du Ministre, s'intensifie alors, notamment dans le cadre de l'aide clandestine aux républicains espagnols. Les deux hommes collaborent aussi avec Gaston Cusin.
Malade pendant quelques semaines début 1937, Meunier fait entrer, pour le remplacer, au cabinet de Cot un de ses amis, rencontré lors de son service militaire, Robert Chambeiron.
Mobilisé en 1939, il est rendu à la vie civile en juillet 1940 sans avoir combattu, comme la plupart des soldats français. De retour à Paris, il travaille au ministère des Finances.
Dès novembre, il est contacté par Jean Moulin, dont il est devenu un ami proche, qui lui propose de participer à la construction d'un réseau de résistance, puis à l'entreprise d'unification des mouvements de résistance. Meunier y travaille, sous le pseudonyme de Morlay, ou, parfois, Marmet, en compagnie de Chambeiron. Plus particulièrement chargé des contacts avec le Front national, il devient après l'arrestation d'Henri Manhès, en mars 1943, le "bras droit" de Jean Moulin.
C'est notamment lui qui, avec Chambeiron et Daniel Cordier, est chargé chargé d'organiser la première réunion du Conseil national de la Résistance (CNR), au mois de mai 1943, rue du Four à Paris.
Il est à cette occasion désigné comme secrétaire général du CNR, fonction théoriquement purement administrative.
Son engagement lui vaut la médaille de la résistance et la croix de guerre 1939-45.
C'est à ce titre qu'à la Libération le CNR le délègue à l'Assemblée consultative provisoire (novembre 1944-août 1945). Il est également juré dans le procès du Maréchal-Pétain.
En 1945 et 1946, il dirige le cabinet du vice-président du Conseil Maurice Thorez, dont l'œuvre principale est la création du statut général des fonctionnaires.
Élu sous l'étiquette radicale conseiller général de Côte-d'Or, dans le canton d'Arnay-le-Duc, en septembre 1945, il conserve ce mandat pendant quarante ans.
En mai 1946, il fait partie des militants radicaux qui, suivant Pierre Cot, rompent avec la direction du parti et créent l'Union progressiste.
Élu député de la Côte d'Or en novembre 1946, sur une liste soutenue par le Parti communiste (PCF), il siège à l'Assemblée nationale jusqu'en 1958.
"Compagnon de route" du PCF, il prend cependant ses distances avec la position de la direction du parti au sujet de l'intervention soviétique en Hongrie, en 1956.
Battu aux législatives de 1958, il ne retrouve plus par la suite le Parlement. Élu maire d'Arnay-le-Duc en 1971, il conserve cette fonction jusqu'en 1983, et siège au conseil municipal jusqu'en 1989. Il mène plusieurs projets pour la commune, notamment la création du Centre Social en 1972.
En 1989, il est fait grand-officier de la Légion d'Honneur.
Il meurt en 1996 à l'âge de 87 ans.
Après sa mort, son nom est donné à une école publique d'Arnay-le-Duc.
En 2019 sort la première biographie qui lui est consacrée : "Pierre MEUNIER, ami fidèle de Jean MOULIN" par Philippe CHEVALIER

## Fonctions et mandats
- Député (Union progressiste) de Côte-d'Or : 1946-1958
- Conseiller général de Côte-d'Or : 1945-1949 ; 1955-1985
- Maire d'Arnay-le-Duc : 1971-1983

## Décorations
- Grand officier de la Légion d'honneur (1989)
- Commandeur de l'ordre national du Mérite
- Croix de guerre 1939–1945
- Médaille de la Résistance française avec rosette (décret du 25 avril 1946)

## Publications
- Jean Moulin, mon ami, Précy-sous-Thil, Éditions de l’Armençon, 1993, 137 p. (ISBN 2906594-32-6 et 9782906594326).
- Pierre MEUNIER, ami fidèle de Jean Moulin, Philippe CHEVALIER, 2019  (ISBN 9781720190240)